# Divisão-equivalente
Divisão-equivalente (em inglês:  county-equivalent é um termo usado nos Estados Unidos pelo Governo Federal para descrever uma das seguintes subdivisões de estado:
- Uma unidade do governo local que em certos estados é considerado um condado de fato.
- Uma área definida pelo Departamento do Censo do Estados Unidos para propósitos estatísticos, e na qual não existe nenhum nível de condado.

Exemplos da primeira classe de divisões-equivalentes podem ser achados em vários estados:
- Não há condados na Luisiana, e sim paróquias (em inglês:  parishes) que são encontradas em 48 dos outros 49 estados americanos. As paróquias da Luisiana são divisões-equivalentes.
- Outras três cidades americanas são legalmente independentes de condados: Baltimore, Maryland; Carson City, Nevada; St. Louis, Missouri. Tais cidades também são divisões-equivalentes.
- O Alasca é único em vários aspectos. No estado, a unidade governamental abaixo do nível do próprio estado é o distrito (em inglês:  borough ao invés do condado. Embora a cidade de Anchorage seja legalmente chamada de Município de Anchorage, ela é considerada uma cidade de fato e um juridicamente um distrito. Todos os distritos do Alasca, exceto os distritos não organizados (em inglês:  unorganized borough), são divisões-equivalentes.
- Washington, D.C., como outras capitais de países, tem um estatuto especial. Não faz parte de nenhum estado; ao invés disso, possui a totalidade do Distrito de Colúmbia, que, de acordo com o Artigo 1, seção 8 da Constituição Americana, está na jurisdição do Congresso Americano. Quando fundado, o distrito era, de fato, dividido em duas cidades independentes. O Condado de Alexandria, (que agora forma o Condado de Arlington e uma porção da cidade independente de Alexandria) foi devolvido à Virgínia em 1846, enquanto as três entidades restantes (a cidade de Washington, a cidade de Georgetown e o condado de Washington) foram fundidas em uma só administração por um ato do Congresso em 1871 e Georgetown foi oficialmente abolida como uma cidade por outro ato em 1895. Este fato é bastante raro já que na prática a cidade opera como qualquer outra cidade independente dos Estados Unidos, embora, tecnicamente, não possua tal definição. De qualquer forma, a mídia americana trata Washington D.C. como uma cidade independente.

A segunda classe de divisões-equivalentes é apenas encontrada no Alasca. A maioria da área terrestre do estado não tem qualquer nível de condado. O governo estadual do Alasca caracteriza toda a porção do estado que não faça parte de um distrito como distrito não organizado (em inglês:  unorganized borough). Em 1970, o Departamento do Censo, em cooperação com o estado, dividiu os distritos não organizados em áreas de censo para propósitos estatísticos. Cada área de censo é considerada uma divisão-equivalente.
Segundo o censo de 2000, havia um total de 3 141 divisões-equivalentes nos Estados Unidos. O total atual é de 3 140, resultado da decisão de Clifton Forge, Virgínia, de abdicar de seu estatuto de cidade em 2001 e de ser reincorporada no condado de Alleghany.